# Phaselia kasyi
Phaselia kasyi är en fjärilsart som beskrevs av Edward P. Wiltshire 1966. Phaselia kasyi ingår i släktet Phaselia och familjen mätare. Inga underarter finns listade i Catalogue of Life.